# Malvānlū
Malvānlū (persiska: ملوانلو) är en ort i Iran.   Den ligger i provinsen Nordkhorasan, i den nordöstra delen av landet, 600 km öster om huvudstaden Teheran. Malvānlū ligger 1 716 meter över havet och antalet invånare är 543.
Terrängen runt Malvānlū är huvudsakligen kuperad, men åt nordväst är den bergig. Runt Malvānlū är det ganska glesbefolkat, med 38 invånare per kvadratkilometer. Närmaste större samhälle är Naz̧ar Moḩammad, 10,0 km väster om Malvānlū. Trakten runt Malvānlū består i huvudsak av gräsmarker.